# Vulcanoid (asteroid)

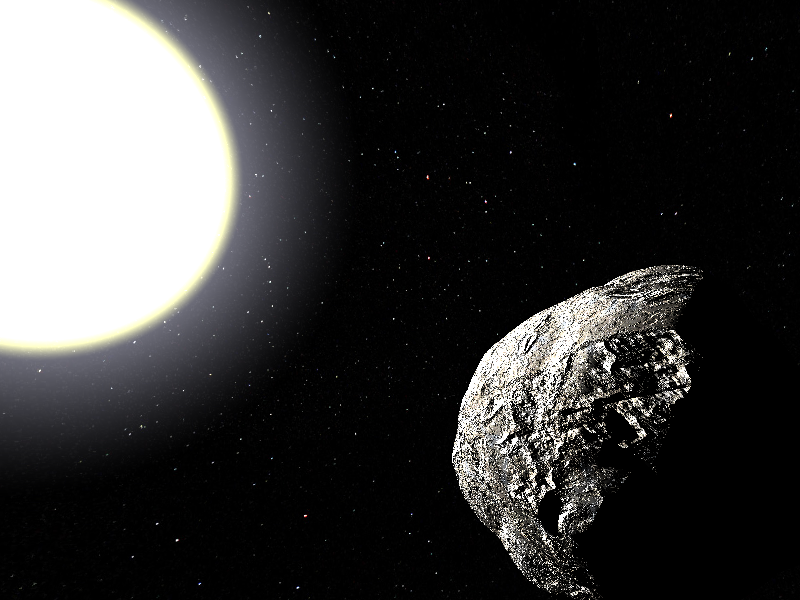

Vulcanoidul este un asteroid ipotetic care poate orbita Soarele într-o zonă de stabilitate dinamică în interiorul orbitei planetei Mercur. Vulcanoizii sunt numiți după planeta ipotetică Vulcan, a cărui existență a fost infirmată încă din 1915. Niciun asteroid vulcanoid nu a fost încă descoperit și nu este clar dacă există.